# Hönow

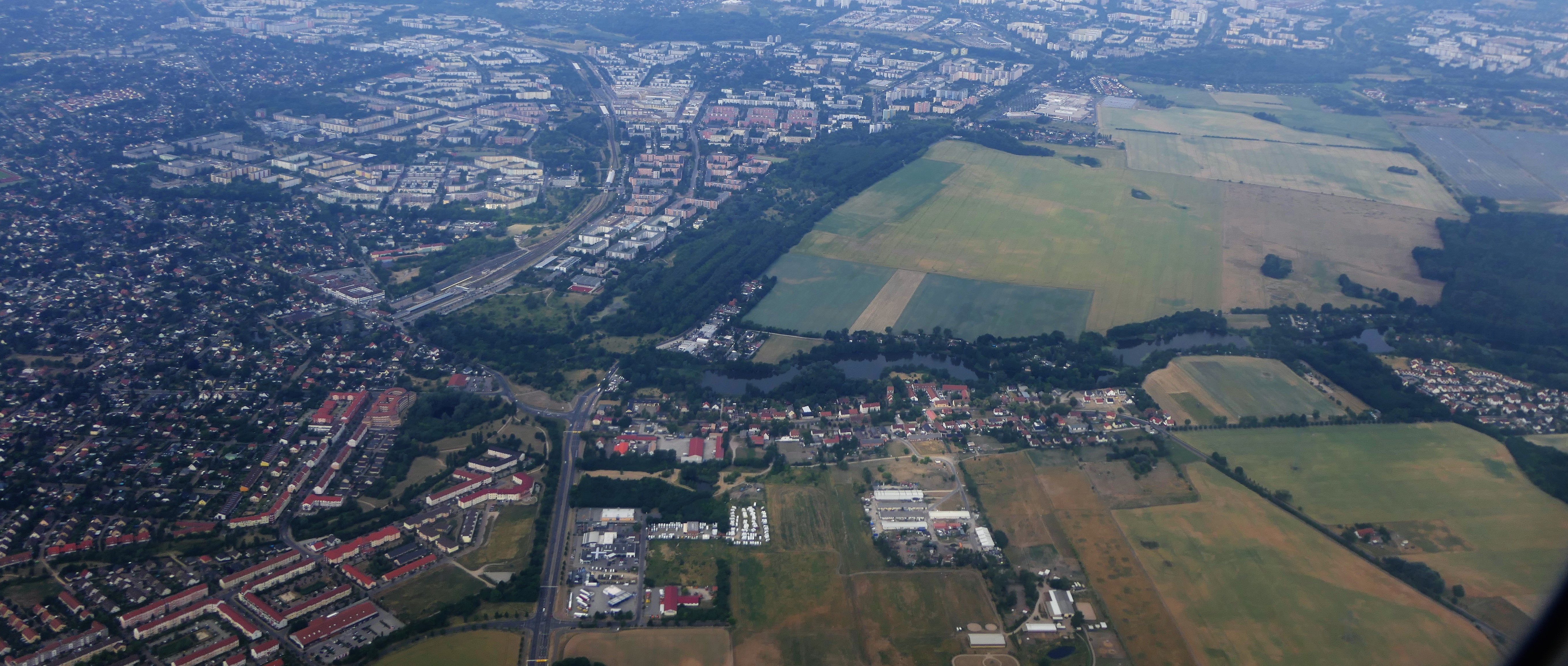
Luftbild von Hönow, im Hintergrund Hellersdorf

Hönow (IPA: 'høːnoː, anhörenⓘ) ist seit dem 26. Oktober 2003 ein Ortsteil der amtsfreien Gemeinde Hoppegarten im Landkreis Märkisch-Oderland in Brandenburg.

Der Dorfkern von Hönow

## Geographie
Hönow liegt an der nordöstlichen Stadtgrenze von Berlin knapp unterhalb der Hochfläche des Barnim. Das Dorf grenzt im Westen an den Berliner Ortsteil Hellersdorf, im Süden an den ebenfalls zum Berliner Bezirk Marzahn-Hellersdorf gehörenden Ortsteil Mahlsdorf und im Südosten an Neuenhagen bei Berlin.

## Landschaft
Hönows Landschaft ist vor allem durch die agrartechnisch genutzten Flächen geprägt. Hönow besitzt aber auch einen eigenen Forst, der offiziell Herrendike heißt, aber meist nur als Hönower Wald bezeichnet wird.
Im Südosten trennt der Zochegraben, oder auch Zoche, Hönow von Neuenhagen. Die Zoche fließt in einem weiten Tal, hat aber einen sehr schmalen Flusslauf.
Im Norden befindet sich der Schmale See, der durch einen kleinen Bach, der im Sommer meist trocken liegt, gespeist wird. Von ihm führt ein ebenfalls im Sommer trocken liegender Bach in den Retsee, der mit rund acht Hektar der größte der Hönower Seen ist. Dieser wurde ursprünglich von einem kleinen Graben, der durch die Herrendike geht und aus dem Steinhöfelsee kommt, zusätzlich gespeist. Aus dem Retsee führt ein weiterer Bach in den Haussee, der unmittelbar westlich des Dorfkerns liegt. Dieser ist rund 7,5 Hektar groß. Früher wurden beide Seen als 1., 2. und 3. See bezeichnet, weil der Retsee förmlich in zwei verschiedene Seen eingeteilt werden kann (siehe Google Maps). Vom Haussee führt der Bach in die Hönower Weiherkette, wo er zum Hellersdorfer Graben wird.
Im unteren Teil der Stadt befindet sich eine größere angestaute Wassermenge, die vielen Menschen Sorgen und Probleme bereitet.

## Ortsteile

### Hönow-Dorf
Der Ortsteil rund um die durch einen Anger geteilte Dorfstraße (zu DDR-Zeiten Straße der Freundschaft) hat seinen dörflichen Charakter zum Teil bewahrt. Hier befindet sich das älteste Bauwerk Hönows, die im Mittelalter errichtete spätromanische Dorfkirche. Das ehemalige Grafenschloss mit kleinem Schlosspark lag unmittelbar unterhalb der Dorfkirche. Nach dem Zweiten Weltkrieg wurde das zerstörte Schloss nicht wieder aufgebaut.

### Hönow-Nord

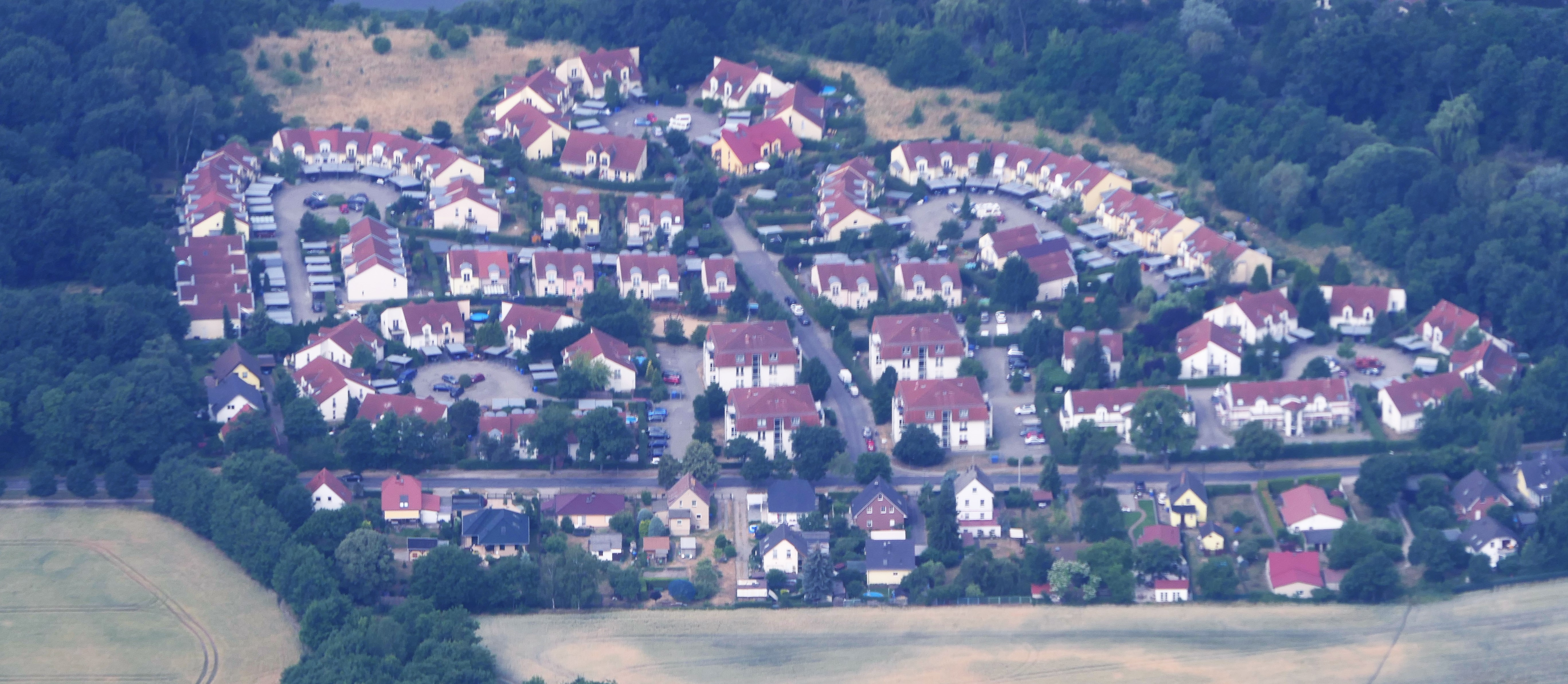
Luftbild von Hönow-Nord von Osten

Dorfanger mit ehemaliger – im Sommer 2006 abgerissener – Konsum-Kaufhalle und alter Dorfschule (auch ehemaligem Kindergarten/‑krippe, jetzt Gemeindehaus der evangelischen Kirche)

Die beiden einen und eineinhalb Kilometer entfernten Siedlungen nördlich des Dorfes gehören mit zu Hönow. Im zum Dorf hin am nächsten gelegenen Flurstück, dem Wöhrdetal, ließ sich im 19. Jahrhundert der Kaufmann und Teehändler Friedrich Glücks nieder. Sein Glückstee brachte ihm genügend Geld ein, um auf seinem etwa 20.000 m² großen Grundstück im Jahr 1900 ein Jagdschloss zu bauen – die Glücksburg. Das Gebäude hatte eine imposante Kuppel, eine Terrasse und eine breite Freitreppe. Wahrscheinlich war Friedrich Glücks auch einer der ersten Siedler in diesem abseits des Dorfes gelegenen Flurstück, das um 1932 nur spärlich besiedelt war.

Grundstück der Glücksburg (gelb) mit Mehrower Straße (grün) und Wöhrdetalstraße (rot)

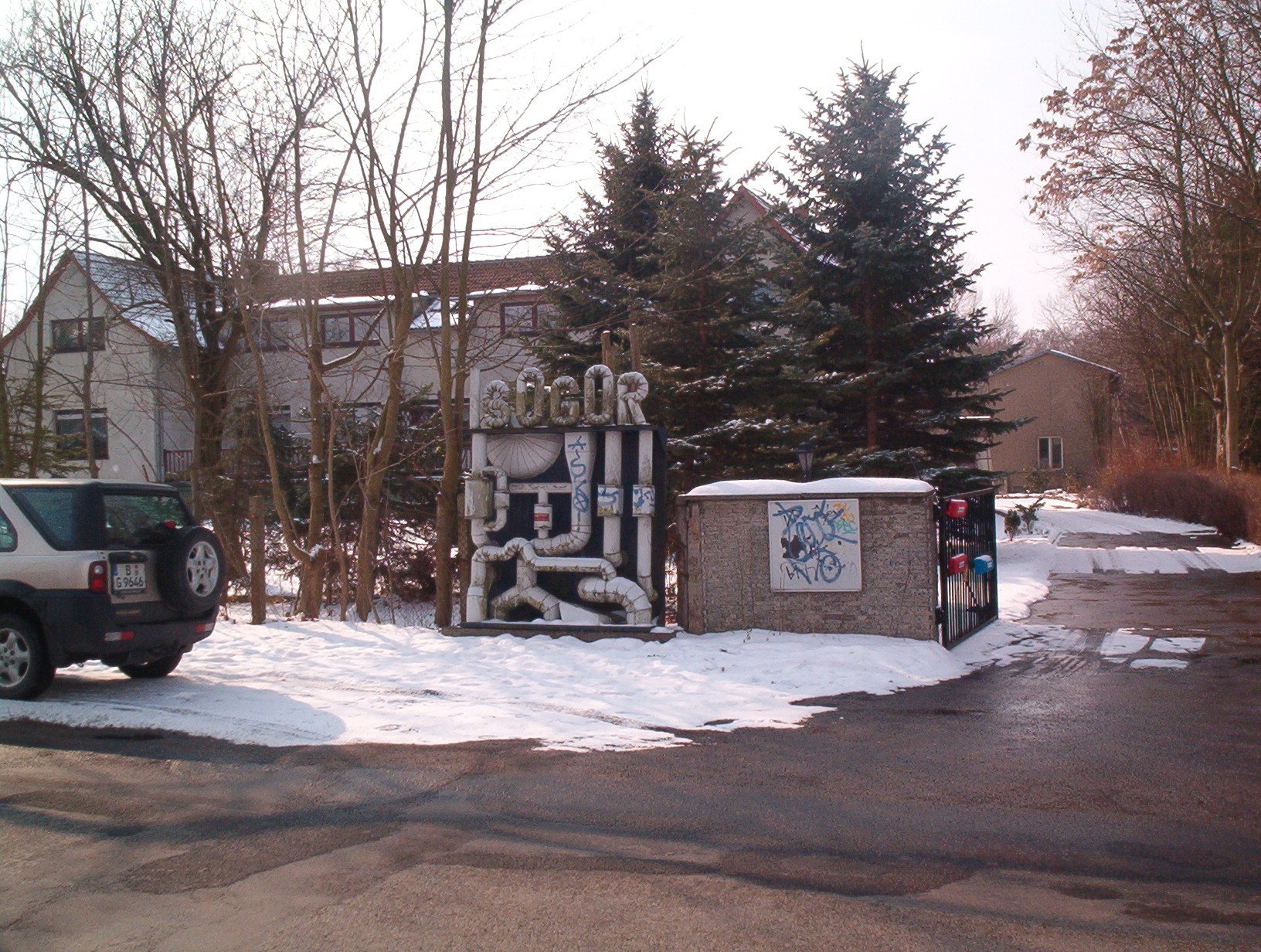
Glücksburg

Nach dem Zweiten Weltkrieg wurde die Familie Glücks im Zuge der Bodenreform zunächst enteignet und eine Familie Fisch bekam das Grundstück. Der Name Glücksburg wurde aus Karten und anderen Dokumenten getilgt, blieb aber im Volksmund erhalten. Die Siedlungen nördlich des Dorfes erschienen unter dem Namen Hönow-Nord in den Landkarten. Die Fischs mussten ab 1960 das Glücksburg-Areal räumen, als die Staatssicherheit hier ein Ferien- und Ausbildungszentrum errichten wollte.
Neben dem im Laufe der Jahrzehnte stark umgebauten Hauptgebäude, das bereits in den 1970er Jahren kaum noch als Jagdschloss erkennbar war, gibt es auf dem Grundstück noch mehrere kleine Gebäude, die nach 1989 gewerblich genutzt wurden. Hinter den Gebäuden befindet sich eine verwilderte Wald- und Seelandschaft.
500 m nördlich der ehemaligen Glücksburg befindet sich in Richtung Mehrow eine weitere Siedlung mit Namen Am Schleipfuhl – benannt nach einem Teich an der Mehrower Straße.

### Hönow-Siedlungserweiterung

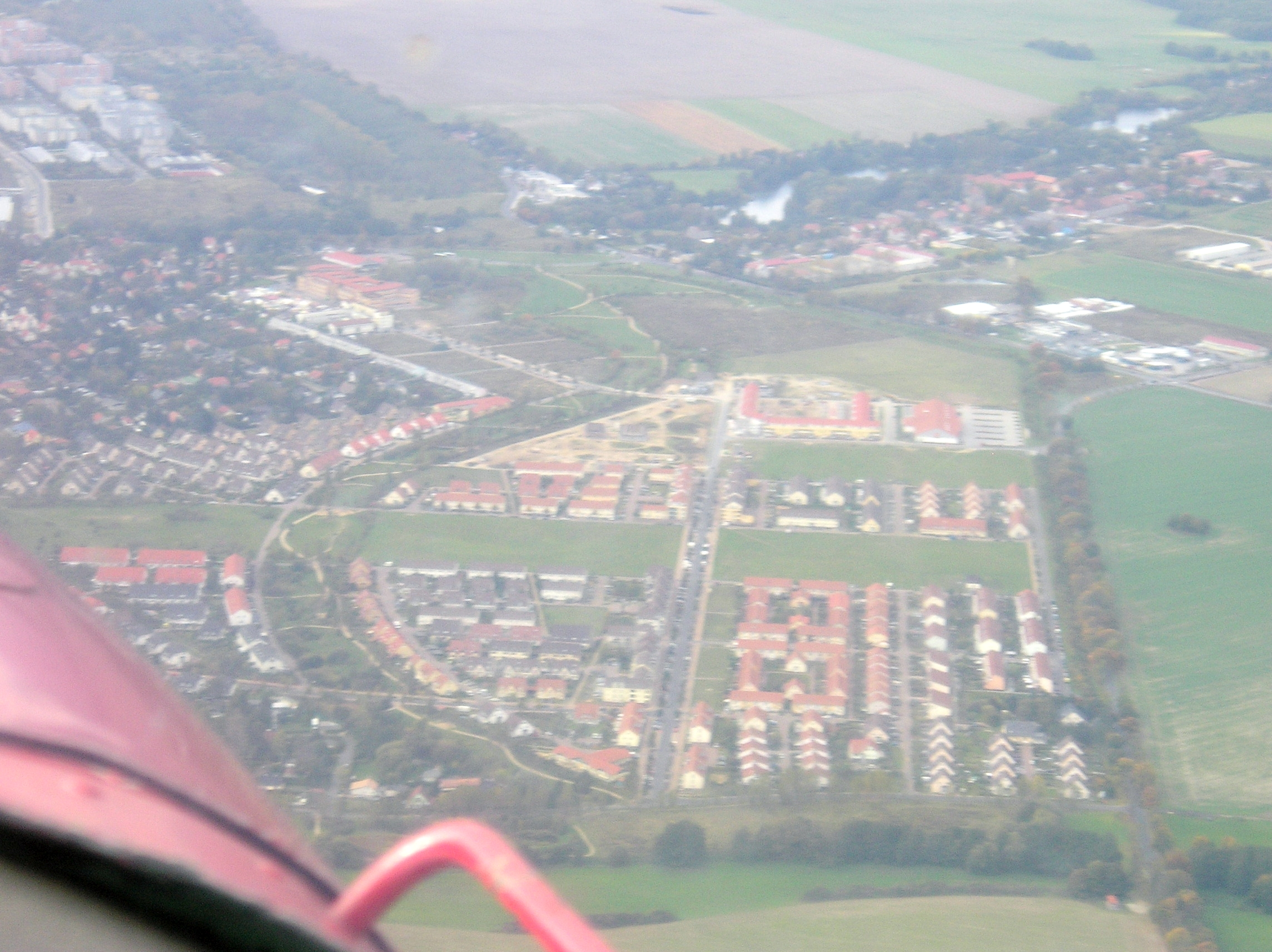
Siedlungserweiterung

Die Hönower Siedlungserweiterung hat ihren Ursprung in der Bebauung brachliegender Ackerflächen gegen Mitte der 1990er Jahre. Nach und nach entstanden Reihen-, Doppel- und Einfamilienhäuser, sowie mehrgeschossige moderne Wohnkomplexe. Innerhalb der Siedlungserweiterung wurde ein Grünzug angelegt, der mit kleinen Tümpeln, langen Spazierpfaden und einigen Spielplätzen durchzogen ist. Dieser ist eine Art Erweiterung zum Naturschutzgebiet Hönower Weiherkette, die während der Siedlungserweiterung von Berlin in den 1980er Jahren verwaltungstechnisch dem Bezirk Hellersdorf zugeordnet wurde. Außerdem entstanden drei Kindertagesstätten sowie zwei zusätzliche Supermarktkomplexe. Kleinere Gewerbe in den Untergeschossen der Wohnkomplexe sowie ein Recyclinghof ergänzen neben einer bestehenden Nahverkehrsverbindung zum U-Bahnhof Hönow die Infrastruktur. Seit Frühjahr 2018 wird an einem Schulneubau der Gebrüder Grimm Grundschule in der Schulstraße östlich des Grünzugs gebaut. Zusätzlich entsteht an der Brandenburgischen Straße ein neues Gemeindezentrum für Hönow.

### Hönow-Siedlung
Mitte der 1980er Jahre wurde der Ortsteil Hellersdorf von Berlin nach Osten erweitert.
Es wurden Neubauten auf einem Gebiet errichtet, das zu Hönow gehörte. Noch heute ist die ehemalige Stadtgrenze erkennbar. Der Bereich von der Berliner Straße im Norden, zwischen Zerbster und Weißenfelser Straße, zwischen Lichtenhainer und Schönewalder Straße, über die Riesaer Straße bis zur Döbelner/Waldheimer Straße und zur Kaulsdorfer Grenze ist durch öffentliche Bebauung und Grünflächen geprägt, jedoch wenig Wohnbauten. Seit der Eingliederung in die Stadt Berlin am 3. Oktober 1990 lautet die offizielle Gebietsbezeichnung Berlin-Hellersdorf Hönow-West. Kirchlich zählt der Bereich weiterhin zu Hönow. In diesem Gebiet befindet sich zudem noch die Gebrüder-Grimm-Grundschule. Sie entstand zur DDR-Zeit, wodurch sie einen zeittypischen Schulbaustil hat. Außerdem befindet sich in diesem Gebiet auch die Hönower Einkaufspassagen (kurz: HEP), die zwischen U-Bahnhof und Grundschule liegen.

## Geschichte

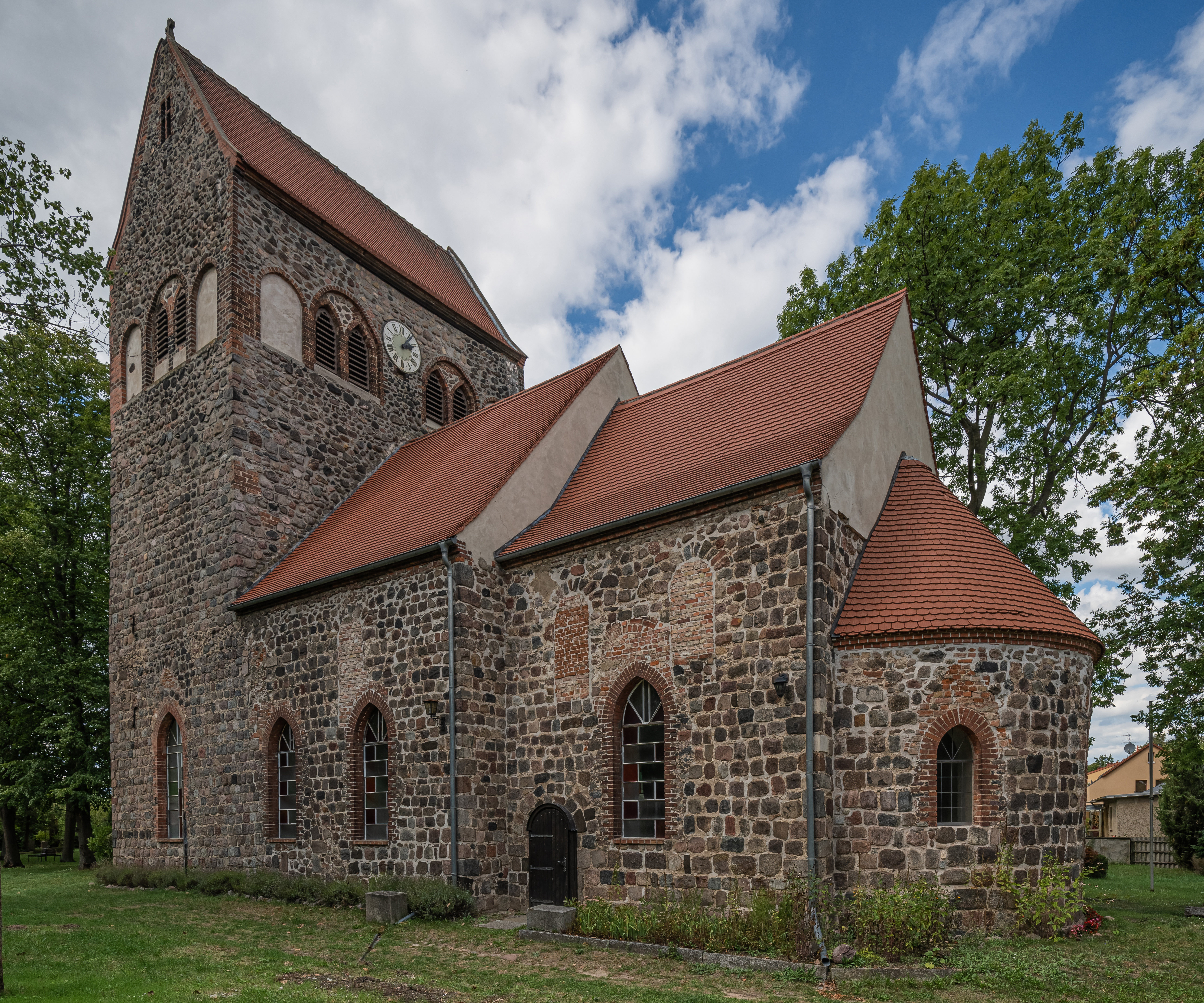
Die Dorfkirche ist das älteste Gebäude in Hönow

Ursprünglich wurde Hönow vermutlich von den Wenden besiedelt. Im 13. Jahrhundert bauten die askanischen Markgrafen Johann I. und Otto III. hier angeblich eine Siedlung, die in den Jahren 1375–1377 erstmals im Landbuch Karls IV. erwähnt wurde. Jüngere Untersuchungen deuten darauf hin, dass die Wettiner unter Heinrich dem Erlauchten Hönow in der Landesausbauphase der ersten Hälfte des 13. Jahrhunderts zu einer kleinen Herrschaft gegen das gemeinsam regierende askanische Brüderpaar ausbauen wollten. Wahrscheinlich erst mit dem Teltow-Krieg (siehe dort) zwischen 1239 und 1245 kam Hönow endgültig und dauerhaft zur Mark Brandenburg.
Der Ort wurde während der Hussitenkriege 1432 und im Dreißigjährigen Krieg Anfang des 17. Jahrhunderts zerstört. Das Hönower „Schloss“ wurde im Zweiten Weltkrieg schwer beschädigt und nach dem Krieg abgerissen. Tatsächlich handelte es sich bei dem Schloss um ein im Auftrag von Friedrich Anton Dotti (1858–1923), der mehrere Hönower Bauerngüter erworben hatte, nach einem Entwurf der Architekten Hermann Solf (1856–1909) und Franz Wichards (1856–1919) Ende des 19. Jahrhunderts errichtetes Herrenhaus. Dottis Bruder Georg Leopold (1852–1915) hatte im nahe gelegenen Neuenhagen ein ähnliches Gutshaus durch das Büro Solf und Wichards errichten lassen. Als einziges älteres Bauwerk hat die spätromanische Kirche überlebt.
Anfangs lebte die Bevölkerung Hönows von der Landwirtschaft. Erst Anfang des 19. Jahrhunderts entwickelte hier sich langsam das Handwerk. 1953 wurde eine LPG gegründet, die die Bewirtschaftung eines Großteils der landwirtschaftlichen Flächen übernahm. Außerdem entwickelte sich Hönow zu einem Ausflugsziel insbesondere von Berlin aus.
Seit etwa 1995 werden unter Erschließung brachliegender landwirtschaftlicher Flächen in und um Hönow neue Wohnsiedlungen errichtet, verbunden mit einer erheblichen Zunahme der Einwohnerzahlen. Mittelfristig wird für Hönow mit einer Einwohnerzahl von rund 12.000 gerechnet, wovon ein Großteil den Bereich Siedlungserweiterung bevölkern wird.
Im Jahr 2006 beging Hönow den 775. Jahrestag seines Bestehens.

## Bevölkerungsentwicklung
| Jahr | Einwohner |
| ---- | --------- |
| 1875 | 0465      |
| 1890 | 0505      |
| 1910 | 0546      |
| 1925 | 0613      |
| 1933 | 1737      |
| 1939 | 2618      |

| Jahr | Einwohner |
| ---- | --------- |
| 1946 | 2351      |
| 1950 | 2426      |
| 1964 | 2518      |
| 1971 | 2487      |
| 1981 | 2403      |
| 1985 | 2369      |

| Jahr | Einwohner |
| ---- | --------- |
| 1989 | 2241      |
| 1990 | 2203      |
| 1991 | 2192      |
| 1992 | 2204      |
| 1993 | 2236      |
| 1994 | 2353      |

| Jahr | Einwohner |
| ---- | --------- |
| 1995 | 2565      |
| 1996 | 2991      |
| 1997 | 3516      |
| 1998 | 4504      |
| 1999 | 5577      |
| 2000 | 6122      |

| Jahr | Einwohner |
| ---- | --------- |
| 2001 | 6770      |
| 2002 | 6990      |

Gebietsstand des jeweiligen Jahres

## Verkehr

### U-Bahnhof

Die Hönower Einkaufspassagen (HEP) am U-Bahnhof Hönow

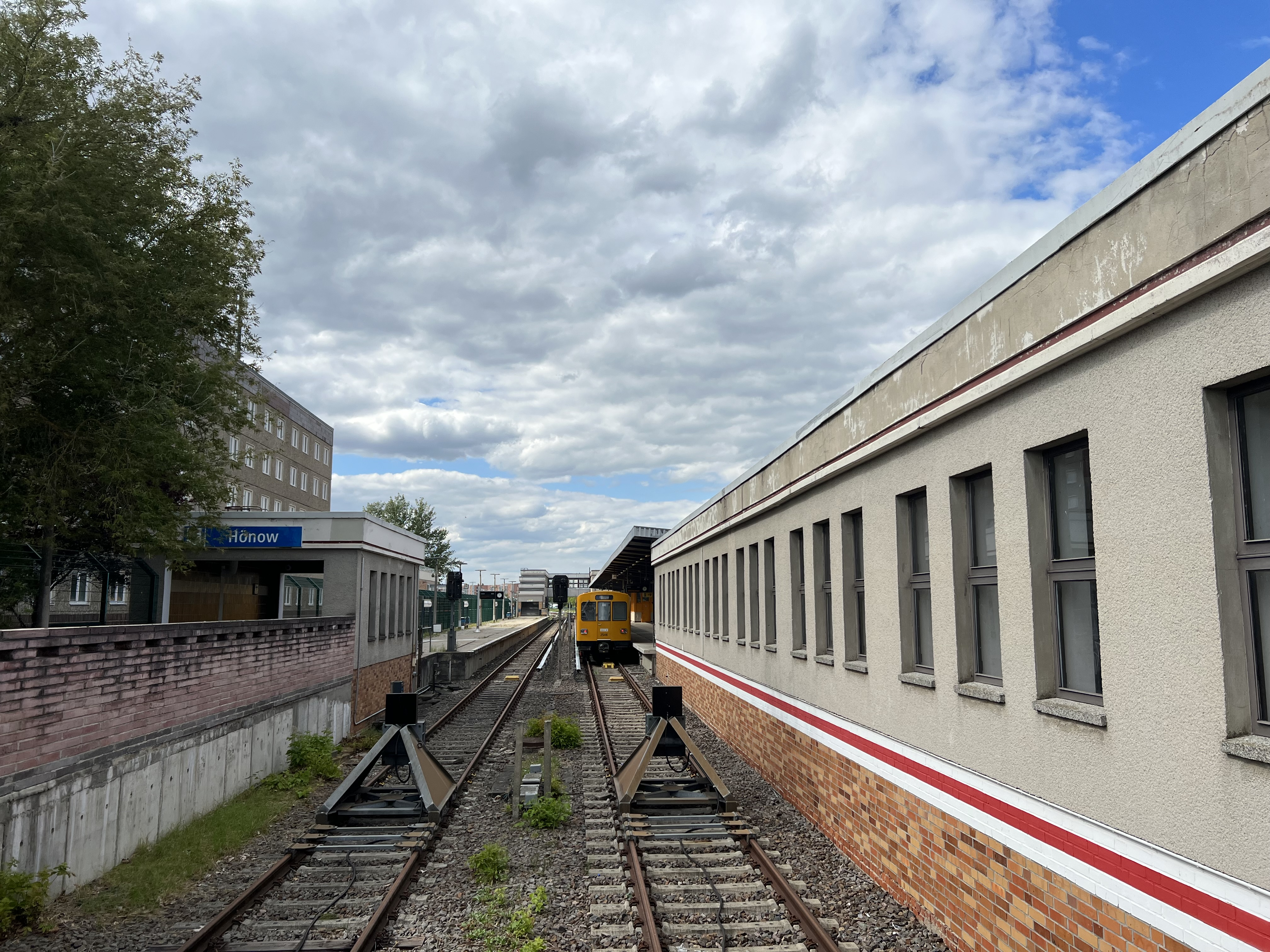
Endbahnhof der U-Bahn-Linie U5

In direkter Nachbarschaft zur Hönower Siedlung wurde am 1. Juli 1989 der U-Bahnhof Hönow eröffnet, der im Rahmen der deutschen Wiedervereinigung zum 3. Oktober 1990 von Hönow nach Berlin umgemeindet wurde. Als oberirdisch gelegener Kopfbahnhof ist der östlichste U-Bahnhof der Berliner U-Bahn der Endbahnhof der U-Bahn-Linie U5. Er ist der höchstgelegene (ca. 53 m ü. NHN) oberirdische U-Bahnhof Berlins und verfügt über drei Gleise, die an einem Mittel- und einem Seitenbahnsteig untergebracht sind. Westlich des Bahnhofs befindet sich eine umfangreiche Abstellanlage für U-Bahn-Züge, die jedoch nur noch teilweise durch die Berliner Verkehrsbetriebe (BVG) genutzt wird.

### Öffentlicher Personennahverkehr
In Hönow verkehren mehrere Buslinien, darunter auch die Berliner Buslinie 395 der BVG. Neben den brandenburgischen Buslinien 935, 941 und 943 verkehrt nachts auch die Buslinie N5 als Nachtbus für die U-Bahn-Linie U5 und bindet den Westen der Siedlung Hönow an.

### Straßenverkehr
Wichtigste Verkehrsachse des Ortes ist die Berliner Straße/Altlandsberger Allee. Sie bindet Hönow mit Berlin (Bezirk Marzahn-Hellersdorf), sowie an die Bundesautobahn 10 (Anschlussstelle Berlin-Marzahn) an. Die Hönower Siedlung ist über mehrere große Straßen erreichbar, darunter die Mahlsdorfer Straße oder die Neuenhagener Chaussee. Hönow Dorf, sowie Hönow Nord sind über die Dorfstraße, später Mehrower Straße, erreichbar.
Die Berliner Straßenbahnlinien M6 und 18 enden unmittelbar vor der Grenze von Hönow. Eine Weiterfahrt bietet sich mit der Buslinie 395 an.

### Fahrradtourismus
Der U-Bahnhof Hönow ist Startpunkt des Radfernweges ZR1, einem Zubringer zum Europaradweg R1, der über 3500 km von Boulogne-sur-Mer in Frankreich durch Berlin nach Sankt Petersburg in Russland führt. Ein neu ausgebauter knapp drei Kilometer langer Abschnitt des ZR1 wurde am 13. Dezember 2007 offiziell eröffnet und führt hinter dem Dorfkern Hönow über den Schwarzen Weg und den Roten Weg nach Altlandsberg.

## Öffentliche Einrichtungen
Hönow ist Sitz der Geschäftsstelle der Sozialversicherung für Landwirtschaft, Forsten und Gartenbau für die Länder Berlin, Brandenburg, Mecklenburg-Vorpommern, Sachsen-Anhalt, Sachsen und Thüringen.

## Persönlichkeiten
- Edwin Werckmeister (1832–1912), Generalleutnant, in Hönow geboren
- Ulrich Voß (1938–2024), Schauspieler, lebte im Dorfzentrum

## Sagen
Zwei Sagen, die im 19. Jahrhundert publiziert wurden, beziehen sich auf den Blocksberg genannten Hügel im Ort sowie auf das Hönower Wappentier, die Schildkröte.